# Psicologismo
O psicologismo, segundo o dicionário Oxford Languages, é uma posição filosófica que tem a tendência de tentar fazer com que prevaleça o ponto de vista da psicologia sobre o de outra ciência qualquer, numa questão comum. O psicologismo é um movimento filosófico que surgiu na Alemanha no século XIX, em reação ao antigo idealismo. Nesse período, a filosofia seguiu trajetórias opostas ao caráter sistemático e abstrato do pensamento de Hegel, instituindo uma busca pelo que era concreto e real. O termo pode ser também utilizado para designar a confusão entre a gênese psicológica do conhecimento e a sua validade. O psicologismo foi, pela primeira vez, apresentado como uma ideia, pelo filósofo, pastor e historiador alemão Johann Eduard Erdmann.